# 吉原すみれ
吉原すみれ（よしはら すみれ、1949年12月15日 - ）は、日本の打楽器奏者。武蔵野音楽大学教授。ヨーロッパ、日本を中心に国際的に活躍している。ソリストとしての活動のほか、アンサンブル･ヴァン･ドリアン、トライアングル･ミュージック･ツアー、アンサンブルタケミツなどアンサンブル活動も行う。

## 経歴
東京生まれの横浜育ち。幼少期に工藤昭二に師事しマリンバを習得。高校時代には小宅勇輔に師事。1968年捜真女学校高等学部卒業。
東京芸術大学音楽学部器楽科にて有賀誠門に打楽器一般を、高橋美智子にマリンバを師事。東京芸術大学音楽学部器楽科卒業。1972年、東京芸術大学大学院在学中にジュネーヴ国際音楽コンクール打楽器部門で優勝し、各部門のグランプリであるプリ・アメリカン賞を受賞する。
1977年、ミュンヘン国際音楽コンクールで2位（1位なし）。RCAにてソロレコードが制作発売される。1980年サントリー音楽賞受賞。アルバム「吉原すみれ・打楽器の世界１」により芸術祭優秀賞受賞。1983年、アンサンブル・ヴァン・ドリアン団員として中島健蔵音楽賞受賞。1986年、立花隆制作・録音による『とぎれた闇』をCDにて発表。
1991年と1997年にミュンヘン国際音楽コンクール審査員、1992年ジュネーヴ国際音楽コンクール審査員をつとめた。
2002年、第20回中島健蔵音楽賞受賞。2003年度、朝日現代音楽賞受賞。

## 録音
- 1979年 『Flashing』 -MAKI ISHI & MASANORI FUJITA
- 1986年 『とぎれた闇』- 立花隆の制作録音
- 1993年 『デュエル』 - 藤舎推峰との共演

## 参考サイト
- 『吉原すみれ（デジタル版 日本人名大辞典+Plus / 世界大百科事典など）』 - コトバンク
- 武蔵野音楽大学 教員紹介 - ウェイバックマシン（2009年1月6日アーカイブ分）
- 打楽器奏者　山口恭範さん・吉原すみれさん夫妻インタビュー「始原の音」を追い求めて（ザ・フェニックスホール）